# اندیس زاویه علیا
زاویه علیا یک اندیس فلزی است که در حوالی شهر دهج استان کرمان قرار دارد و مادهٔ معدنی موجود در آن، مس است.  